# M3 (Republica Moldova)
M3 este o șosea în partea central-sudică a Republicii Moldova, cu o lungime de 217 km. Drumul leagă capitala Chișinău via Cimișlia și Vulcănești de granița cu România prin Giurgiulești. În România drumul este continuat prin intermediul podului rutier Galați–Giurgiulești de DN2B până la Galați. 
M3 este parte din drumul european E584, cuprins între orașele Poltava din Ucraina și Slobozia din România. Între Giurgiulești și granița cu România un mic traseu al M3 face parte din drumul european E87.
Tronsonul între kilometrii 0 și 34 este format dintr-un pavaj de beton, având 4 benzi. Ulterior drumul este asfaltat cu două benzi.